# Ahmad Hardi

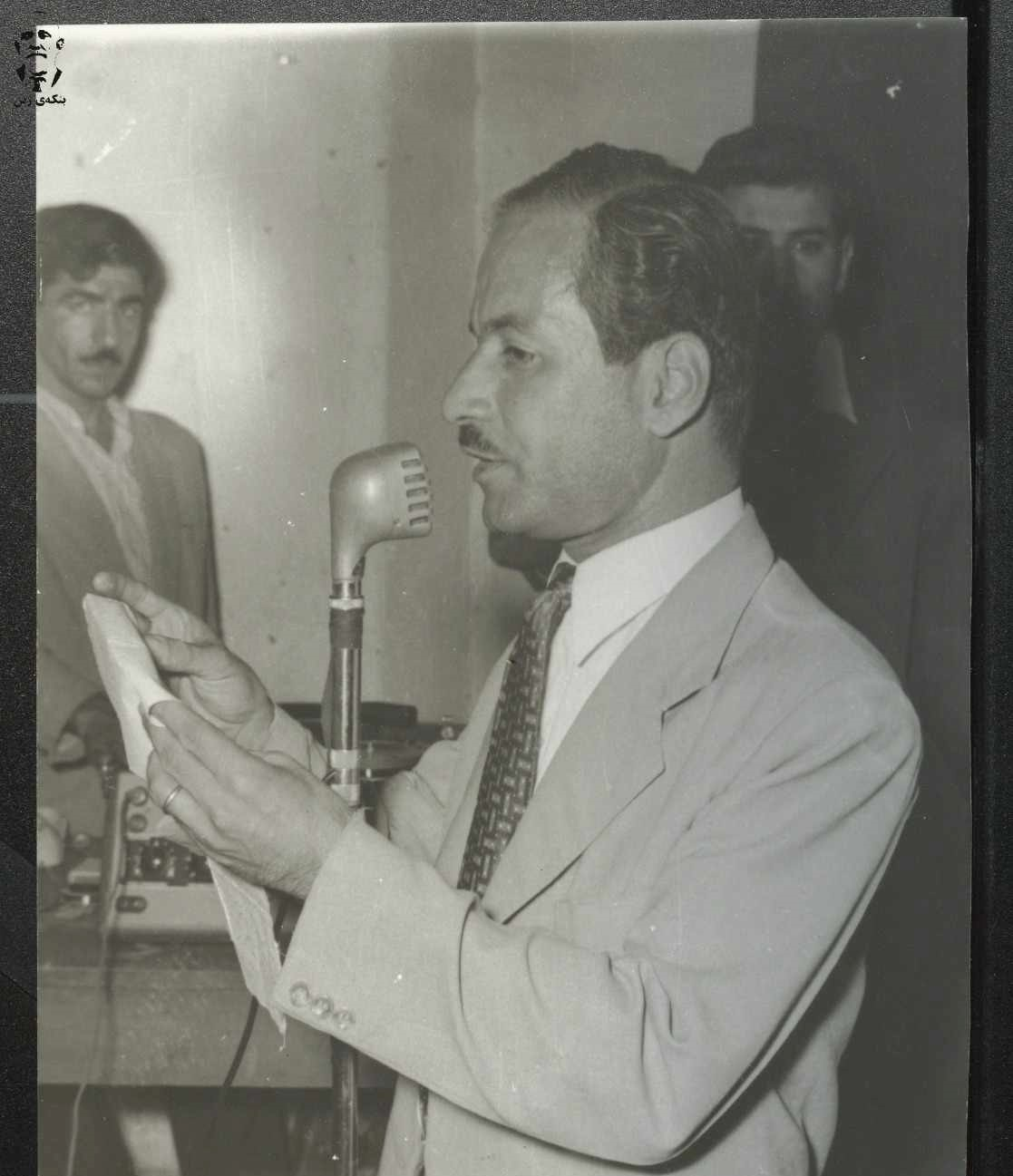
Ahmad Hardi

Ahmad Hardi (kurdiska ئەحمەد ھەردی, Ehmed Herdî), född 1922 i Sulaymaniyya i irakiska Kurdistan, norra Irak, död 29 oktober 2006 i Sulaymaniyya, var en kurdisk poet.